# Per Lundquist
Per Lundquist, född 8 december 1906 i Maria Magdalena församling, Stockholm, död 18 maj 1971 i Uppsala, var en svensk byggnadsingenjör och arkitekt.
Lundquist, som var son till dekorationsmålaren Gotte Lundquist och Rut Emilia Larsson, flyttade som spädbarn med familjen till Vaksala församling i Uppland. Han växte upp i Uppsalatrakten och avlade i unga år byggnadsingenjörsexamen. Han arbetade därefter på arkitektkontor och öppnade 1944 egen arkitektrörelse i Uppsala. Han ritade en mängd både privata och offentliga byggnader i Uppsala, bland annat restaurang Taddis, samt Källgårdens lanthushållsskola i Jälla, Kungsgärdets sjukhus, Lindgårdens barnhem i Björklinge och Snäckedalshemmet i Enköping.